# Ben Dearg Beach
Ben Dearg Beach är en strand i Australien. Den ligger i kommunen Albany och delstaten Western Australia, omkring 400 kilometer sydost om delstatshuvudstaden Perth.
Genomsnittlig årsnederbörd är 881 millimeter. Den regnigaste månaden är september, med i genomsnitt 134 mm nederbörd, och den torraste är februari, med 21 mm nederbörd.